# Накамура, Масая
Масая Накамура (яп. 中村 雅哉) — японский бизнесмен и кинопродюсер, основатель Namco, изначально специализировалась на производстве аттракционов, однако благодаря Накамуре стала третьим по величине производителем видеоигр в Японии в период 1970—1980 годов. Под руководством Накамуры подразделение Namco создание аркадных игр создал несколько культовых игр, в частности Pac-Man (1980), которая и до сих пор остается самой кассовой аркадой в мире. За его значимый вклад в развитие и успех компании, Накамура считается «отцом Pac-Man'a».

## Биография
Накамура родился 24 декабря 1925 года. Он окончил Йокогамский государственный университет в 1948 году, где изучал судостроение. В 1955 году на волне восстановления экономики Японии после Второй мировой войны, Накамура основал предприятие Nakamura Manufacturing, компания, которая создавала детские аттракционы для универмагов.
Накамура умер в 91-летнем возрасте 22 января 2017 года. Сообщение о его смерти распространила компания Bandai Namco 30 января 2017-го с просьбой проявить уважение к личной жизни и не беспокоить семью Накамуры.